# OBS 아침애
OBS 아침애는 OBS 경인TV에서 2011년 10월 31일부터 2012년 4월 18일까지 방송하는 시사 교양 정보 프로그램이다.

## MC
- 강미정